# L’invitation Pointsbet
L'invitation PointsBet est un tournoi de curling annuel organisé par Curling Canada. Le format est un tournoi d'élimination simple. Les meilleures équipes dans le pays, ainsi que les gagnants des championnats U-21, université, collége, et championnats de club sont invités. L'équipe gagnante gagne 50 000$.
L'événement a débuté en 2022 et se compose de 16 équipes. Il est diffusé à la télévision sur TSN  et est sponsorisé par PointsBet, un site de jeu en ligne. En tant que tournoi à élimination simple, il est censé a imité le tournoi de basket-ball NCAA « March Madness », avec des noms de rondes appelés « Sweep 16 », « Élite 8 » et « Finale 4 ».
L'événement remplace la Coupe Canada et  la Coupe Continentale au calendrier de la saison des champions de Curling Canada.

## Gagnants

### Hommes
| Année | Équipe championne                                                     | Équipe finaliste                                       | Ville hôte                     |
| ----- | --------------------------------------------------------------------- | ------------------------------------------------------ | ------------------------------ |
| 2022  | Reid Carruthers, Jason Gunnlaugson, Derek Samagalski, Connor Njegovan | Matt Dunstone, B.J. Neufeld, Colton Lott, Ryan Harnden | Fredericton, Nouveau-Brunswick |
| 2023  | Reid Carruthers, Brad Jacobs, Derek Samagalski, Connor Njegovan       | Matt Dunstone, B.J. Neufeld, Colton Lott, Ryan Harnden | Oakville ( Ontario)            |
| 2024  |                                                                       |                                                        | Calgary, Alberta               |

### Femmes
| Année | Équipe championne                                                                      | Équipe finaliste                                              |
| ----- | -------------------------------------------------------------------------------------- | ------------------------------------------------------------- |
| 2022  | Jennifer Jones, Karlee Burgess, Mackenzie Zacharias, Lauren Lenentine, Emily Zacharias | Kristie Moore, Kate Hogan, Jessie Haughian, Taylor McDonald   |
| 2023  | Rachel Homan, Tracy Fleury, Emma Miskew, Sarah Wilkes                                  | Kerri Einarson, Val Sweeting, Shannon Birchard, Briane Harris |
| 2024  |                                                                                        |                                                               |